# Johann Christoph von Ossenbruch
Moritz Johann Andreas Wilhelm Christoph von Ossenbruch (* 14. Juni 1743 in Behrendorf bei Weitmar; † 10. November 1804 in Allenstein) war ein preußischer Generalmajor.

## Leben

### Herkunft
Seine Eltern waren Jobst Moritz Johannes von Ossenbruch (* 29. Januar 1710), Erbherr auf Behrendorf, und dessen Ehefrau Sophie Elisabeth Friederike, geborene von Westhoven. Das Gut Behrendorf existiert heute nicht mehr, dort befanden sich später die Vereinigten Stahlwerke Bochum.

### Militärkarriere
Ossenbruch kam im Jahr 1760 als Gefreitenkorporal in das Dragonerregiment „Finck von Finckenstein“ der Preußischen Armee. Während des Siebenjährigen Krieges kämpfte er bei Liegnitz, der Belagerung von Dresden sowie in den Gefechten bei Wahlstatt, Regenwalde und Koblin. In dem Gefecht bei Friedland erhielt Ossenbruch jeweils einen Hieb in die Schulter und den Kopf.
Nach dem Krieg wurde er am 25. Juli 1764 Fähnrich und am 1. Januar 1770 Sekondeleutnant. Als solcher kämpfte Ossenbruch 1778/79 im Bayrischen Erbfolgekrieg, wo er am 8. Dezember 1778 zum Premierleutnant avancierte. Am 13. Februar 1785 stieg er zum Stabskapitän auf, wurde am 16. Juni 1790 Major sowie am 28. Dezember 1791 Eskadronchef. Während des Feldzuges in Polen war Ossenbruch 1794/95 an der Einnahme von Warschau und dem Gefecht bei Powonsk beteiligt. Am 14. Juli 1798 wurde er zum Oberstleutnant und am 28. Mai 1800 zum Oberst befördert. Als solcher erhielt Ossenbruch am 7. Juli 1800 das Kommando über sein Regiment. Am 8. Dezember 1803 erhielt er seine Demission mit einer Pension von 800 Talern.
Ossenbruch starb unverheiratet am 10. November 1804 in Allenstein.